# 水口市松
水口 市松（みずぐち いちまつ、文政7年（1824年）？ - 慶応4年1月5日（1868年1月29日））は新選組隊士。全盛期には剣術教授並を務めていた。忠輝。本名は藤田。一刀流剣術免許皆伝。

## 生涯
伊勢津藩士。元は若狭藩側用人。藤田兵助忠善の子で、津藩藤堂家に仕えていたが脱藩。京都に流れてきて、医師・水口家の養子となる。
新選組の川島某（川島勝司か？）と仲が良く、よく壬生屯所に遊びに来ていたという。それが縁で元治元年（1864年）10月前後に入隊した。その後の編成では武田観柳斎の六番組に所属。
慶応2年（1866年）9月12日の三条制札事件に原田左之助七番組に所属し、参戦。奮戦し、十五両の褒賞金を賜る。
慶応3年（1867年）の幕臣取立では見廻組御雇の格を受けるが、同4年（1868年）1月3日に勃発した鳥羽・伏見の戦いに身を投じ、5日に淀で銃撃を浴び、戦死する。享年45。御香宮神社の東軍戦死者名簿では伏見で戦死とされている。明治9年（1876年）に永倉新八が建立した新選組慰霊碑に名がある。

## 人物と逸話
性格は明朗快活で子供好きと伝わる。
吹き矢を得意とし、的に当て、賞品を得ては彼を慕う子供達にプレゼントしていたという。